# Bouvardia hernan-maganae
Bouvardia hernan-maganae är en måreväxtart som beskrevs av Attila L. Borhidi och Serrano-cárd.. Bouvardia hernan-maganae ingår i släktet Bouvardia och familjen måreväxter. Inga underarter finns listade i Catalogue of Life.